# Fabiano de Lima Campos Maria
Fabiano de Lima Campos Maria (* 24. November 1985 in São José dos Campos) ist ein ehemaliger brasilianischer Fußballspieler.

## Karriere
Bis 2007 spielte Fabiano in Brasilien bei AA Ponte Preta Anfang der Saison 2007/08 wechselte er zum österreichischen Bundesligisten SK Rapid Wien. Hier konnte er in 17 Ligaeinsätzen (meist Kurzeinsätze) aber kein einziges Tor erzielen. In der Folge wurde er für die beiden folgenden Spielzeiten an den FC Wacker Innsbruck in die Erste Liga verliehen.
Mit dem FC Wacker Innsbruck wurde Fabiano in der Saison 2009/10 mit zwei Punkten Vorsprung auf den FC Admira Wacker Mödling Meister der zweitklassigen österreichischen Ersten Liga und stieg somit mit dem Team in die Bundesliga auf. Nach dem Aufstieg der Tiroler wechselte er nach Griechenland zum Aris Saloniki. Sein Debüt in der höchsten griechischen Spielklasse gab der Stürmer am 30. Oktober 2010 gegen Atromitos Athen, als er in der 80. Minute für Carlos Ruiz eingewechselt wurde.
Er wechselte im März 2011 von Griechenland in die Ukraine zu Metalurh Saporischschja. Von Januar 2012 bis Juli 2012 war er vereinslos, bevor er einen Vertrag bei LASK Linz unterschrieb und damit nach Österreich zurückkehrte.
Nach der Saison 2016/17 beendete er seine Karriere.

## Erfolge
- 2× Meister der zweitklassigen Ersten Liga: 2009/10 und 2016/17
- 2× Meister der Regionalliga Mitte 2012/13 und 2013/14